# 盆燈籠

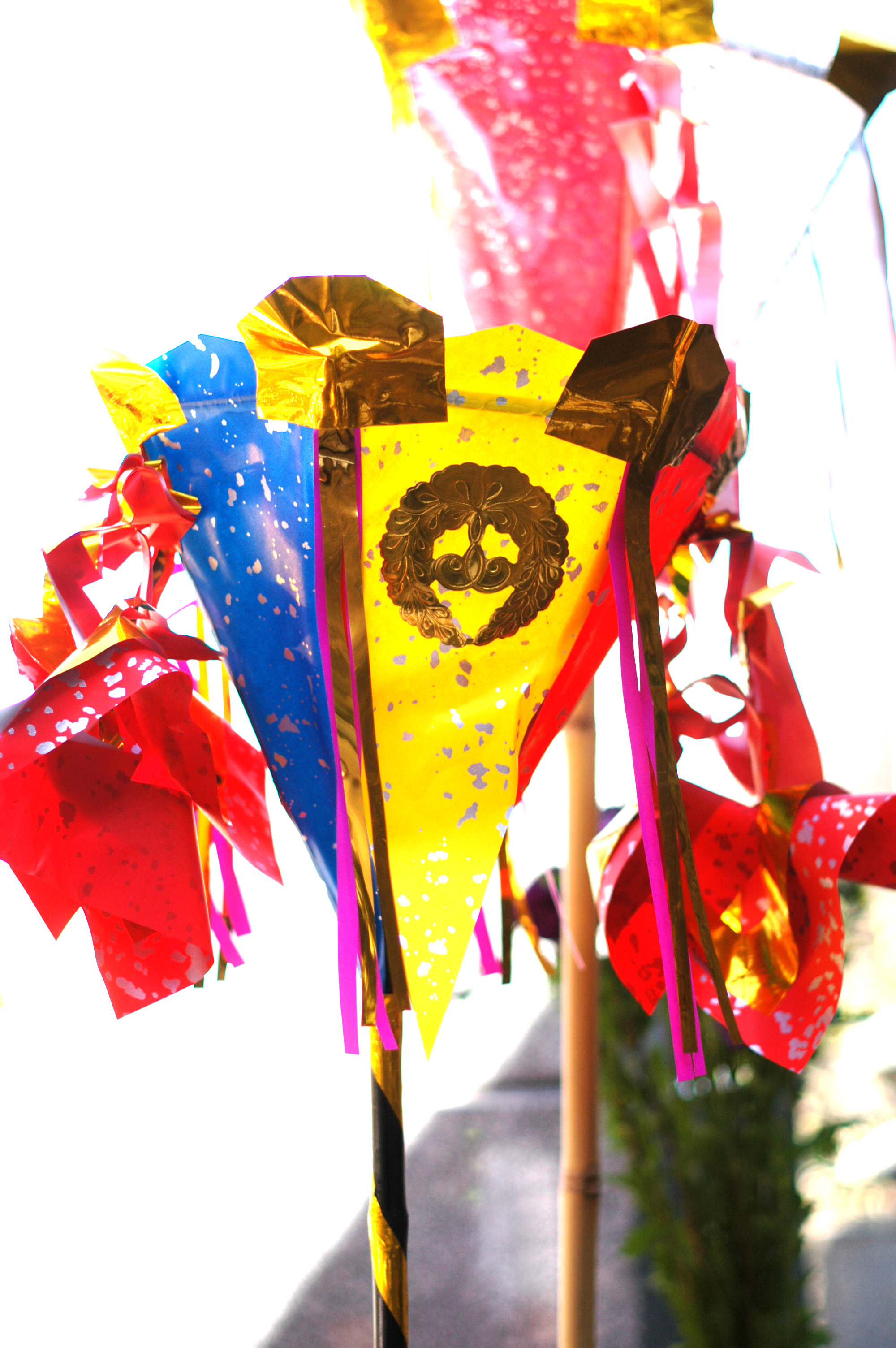
盆燈籠

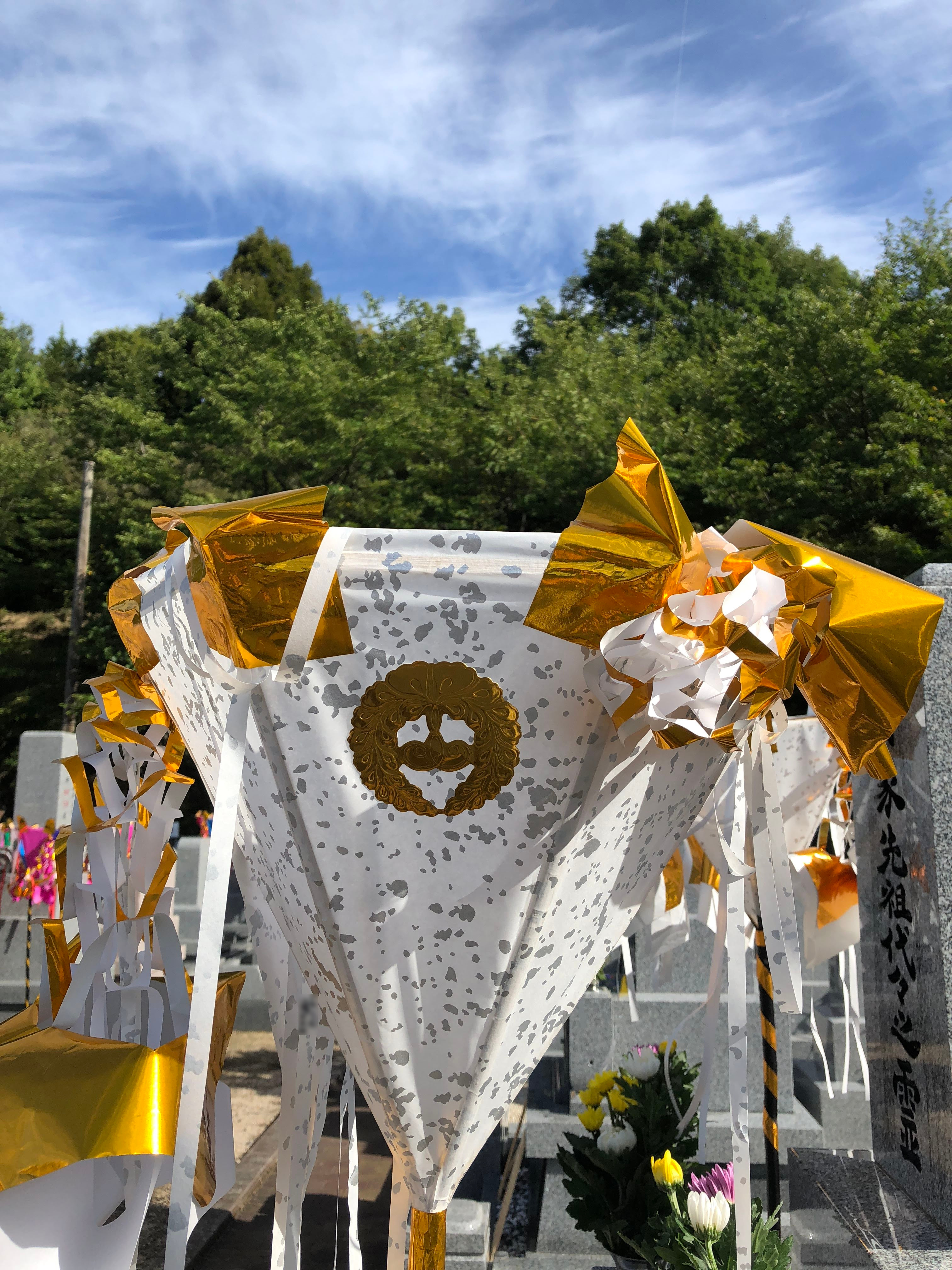
初盆で用いられる白燈籠

盆燈籠（ぼんとうろう、ぼんどうろう）とは、お盆の時期に墓に供える燈籠型の飾り。盆燈籠を墓に供える習俗は特に安芸地方(広島県西部)でみられる。（本来は広島城下を中止とした習慣）「盆灯ろう」「盆灯籠」などとも表記する。その形状から「朝顔燈籠」とも呼ばれる。なお同様の習俗は香川県中部でもみられる。
竹と色紙でできた朝顔型の盆燈籠を墓に供えるという風習は、もともと浄土真宗本願寺派の安芸門徒の信徒が広めたとされる。その由来は明らかではないが、城下町広島では江戸時代後期より定着していた。戦後は宗派によらない習俗として広島市だけでなく芸北など周辺地域にも広く浸透した。お盆には墓地全体に色とりどりの盆燈籠が立ち並んだ独特な景観から地域外の人からは驚かれることもある。広島市を中心に広く普及した習俗であるものの、火災の危険性や廃棄物処理の問題などから、近年では廃止する傾向もみられる。

## 構造
竹を逆六角錐のアサガオ型に組んだものの側面に、赤・青・黄などの色紙を貼って作る。燈籠の色にはこの世の無常が込められているともされる。六角錐の側面のうち1面は上辺だけ貼っておいて下部を空けてあり、これを「窓」と呼ぶ。さらに、六角形の頂点から「房かざり」や「そうめん」といった装飾をつける。かつては茄子の切り端に芯を挿し、ろうそくを点していたが、火災の危険から行われなくなった。なお初盆（新盆）には色紙や装飾は用いず、白い紙のみの盆燈籠(白燈籠)を供える。
これらの灯篭は家内工業で作られ、県北の農家で農閑期の内職として作られることも多かったが、最近は海外生産の物もある。お盆の時期には寺の売店だけでなく町の商店、スーパーマーケットやコンビニエンスストア等でも販売される。一般的なもので1本あたり千円程度で、1980年代初頭には年ごとに燈籠が華美になり値段が上昇する傾向にあったとされる。バブル期には4千円近いものもみられたという。

## 歴史

### 由来
どのような経緯で朝顔型の盆燈籠を供えるようになったのか、その由来は明らかではないが、「広島城下紙屋町の紙屋の夫婦が、娘が亡くなったのを悲しんで墓に手作りの燈籠を供えたのが始まり」とする言い伝えが残っている。この「紙屋の娘」の言い伝えは浄土真宗本願寺派安芸教区教務所発行の『仏事あれこれ小百科』にも詳細が記載されている。
民俗学研究家の神田三亀男は著書の中で「紙屋の娘」の言い伝えを踏まえた上で次のように述べ、庶民が生活の中で釣灯籠や石灯籠などの代替として考えついたのが始まりではないかと推定している。
紙屋発祥説の他に、江戸期後期には城下の仏壇通りの仏壇店が販売していたという記録もある。城下で娘のために父親が作った説は紙屋（現存）発祥ではなく、傘貼りで生計をたてていた浪人が手持ちの材料で亡くなった娘のために簡易な灯籠を製作し備えたというのが旧市内では発祥と言われている。仏事あれこれ小百科の説はこちらが元。

### 変遷
盆燈籠の習俗は江戸時代後期には広島城下を中心として浸透していた。例えば、『新修広島市史』(広島市、1958年)では近世広島における盂蘭盆会の習俗について「十日ごろから、各寺院の門前で売られる竹製の燈籠を人々は買い求めて墓側に立てるが、武士の階層のものたちは大きな木製の燈籠を台につけ自家の墓前にかかげるのを常とした。」と記載している。大正時代になると市内の夜店で盆燈籠が売られるようになり、昭和初期には盆燈籠のお供えはかなり大規模に行われていたとされる。当時は没年に関係なく白燈籠が用いられ、色燈籠よりも白燈籠の方が多くみられた。白燈籠が初盆のみに用いられるようになるのは戦後のことである。
近年のモノクロ写真の画像解析によるカラー化で、昭和8年に慈仙寺の門前で現在を同じように白や色の付いた灯籠が販売されているものが見つかっている。戦前から色の付いた灯籠は使われていた。また広島特有の「凪」の時間帯の後、夜に涼しくなってから墓参りをする習慣があり、1980年頃までは浴衣で夜に墓参りというのも多かった。大正期から戦後昭和30年頃までは寺の門前に夜店が並び、寺町では縁日のようだったといわれ子どもの楽しみでもあった。現在も境内墓地の夜間照明を備えた寺はあるが、夏の猛暑が厳しくなり夜にお参りされる方は減少傾向にある。
第二次世界大戦中には防空上の理由や紙不足のために自粛されたが、戦後は1960年以降に高度経済成長とともに再び盛大に行われるようになり、安芸門徒のみならず宗派を問わない形で一般化した。1970年代半ば頃から、一部の参拝者が過剰に華美な燈籠を飾ったり火災が発生したりして、盆燈籠を認めない寺院が現れ始めた。膨大な量の燈籠の管理や火災防止、廃棄処分は寺院にとって大きな負担であり、また「数日立てただけで捨ててしまうのは資源の無駄」という意見が出るようになって、盆燈籠の慣習を廃止していく傾向が見られるようになっていった。盆燈籠を積極的には認めない寺院では、代わりに名号札や墓参札とよばれる木札などを供えられるようにしている。盆の終わった後の灯籠の処分の問題や類焼の危険性のため消防署の指導で灯籠を禁止している墓地も近年増えている。その代わりとして様々な板やカードが販売されてきているが、省資源という意味では木の板の負荷は小さなものではなく、浄土真宗の教義的にも適切とはいえない。

## 分布
広島市旧市内を核として同心円状に分布する。
1981年時点で普及していた地域としては、東は竹原市周辺まで、北は芸北町(現北広島町)周辺まで、西は佐伯町(現廿日市市)や大竹市まで、南は広島湾に浮かぶ倉橋島や安芸灘の島々までが挙げられる。
戦前は広島市旧市内を中心にその周辺地域のみに定着していたが、戦後になって芸北地域をはじめとする外縁部に波及していったとされる。1981年には福山市や山口県岩国市においても散見されており、同時期に民俗学者の宮本常一は『広島県史』民俗編 (広島県、1978年)の中で「これはまだ広島県外へはほとんど流布していないが、そのうちひろがっていくであろう。」と述べ、県外にまで普及するのではないかと予想していた。

## 香川県における盆燈籠
香川県では坂出市など中部で盆燈籠の風習がある。
木枠と和紙のみでできているものがほとんどで、白を基調とした長さ1m程度のものである。中には藤色や水色などを淡くつけたり、金色の飾りを付けたりして派手にしたものも存在するが、質素なものが多い。
一般的には灯籠に垂れが付けられた形をしており、蓮の花や朝顔などを象った飾り付けがなされている。

## フィクション
盆燈籠が作中で描写されているフィクション作品の一覧を示す。
- 『灯籠』- うえむらちかによる小説 [17][18]
- 『この世界の片隅に』- こうの史代による漫画およびそれを原作とするアニメーション映画[19][20]